# Hiromi Uehara
Hiromi Uehara (Japans:上原ひろみ) (Hamamatsu, Japan, 26 maart 1979), ook bekend als Hiromi, is een Japans jazzcomponist en pianiste. Ze is bekend om haar virtuoze techniek en energieke live optredens. Ze mixt een aantal muziekstijlen zoals postbop, progressive rock, klassieke muziek en jazzfusion in haar composities.

## Biografie
Hiromi leerde klassieke muziek spelen op piano op vijfjarige leeftijd en werd door haar pianoleraar Noriko Hikida in contact gebracht met jazzmuziek. Op veertienjarige leeftijd speelde ze mee met het Tsjechisch Filharmonisch Orkest. Op haar zeventiende kwam ze toevallig in Tokio in contact met Chick Corea die haar uitnodigde om mee te spelen op zijn concert. Ze schreef enkele jaren jingles voor Japanse bedrijven alvorens zich in te schrijven in het Berklee College of Music in Boston, Massachusetts. Ze kreeg Ahmad Jamal als mentor en had alvorens af te studeren al een platencontract bij het jazzlabel Telarc. 
Sinds haar debuut in 2003 toerde ze gehele wereld rond en speelde op verscheidene jazzfestivals zoals het Newport Jazz Festival (2009) en trad onder meer op in het Olympia te Parijs en op de Night of the Proms in 2013. Tijdens de zomer van 2010 toerde ze met de band van Stanley Clarke.
In 2007 trouwt Uehara met de Japanse modeontwerper Mihara Yasuhiro, die ze ontmoette toen ze een jaar eerder optrad op een van zijn modeshows in Milaan.
In 2011 vormt ze The Trio Project, met bassist Anthony Jackson en drummer Simon Phillips. Ze maken samen de albums Voice (2011), Move (2012) en Alive (2014). Over dat laatste werd geschreven: “De titel Alive meer dan waardig. Negen tracks lang neemt Hiromi de luisteraar mee langs haar muzikale interpretatie van de levensloop.” Hun laatste album Spark bereikte de nummer vijf positie in de Amerikaanse Billboard Jazz Albums-hitlijst in de week van 23 april 2016.
In 2021 speelt ze een solo op de piano tijdens de openingsceremonie van de Olympische Spelen in Tokio.
In 2023 brengt ze haar twaalfde studioalbum uit: Sonicwonderland. Ze wordt omschreven als “een race van oor en brein om haar bij te houden. Op andere momenten doet haar spel denken aan een vlinder die dartel de noten aanstipt.” Elders lezen we "Geïnspireerd door het revolutionaire pionierswerk van onder anderen Herbie Hancock en Chick Corea springt ze in het diepe met een bijzonder (jazz)kwartet … Als een soundtrack voor de 21ste eeuw." Ze vormt een band om het album live te brengen, genaamd Hiromi’s Sonicwonder, met de muzikanten Adam O’Farrill op trompet, Gene Coye op drums en Hadrien Feraud op bas. Met deze groep maakt ze in 2024 een zomertournee doorheen Europa.

## Discografie

### Studioalbums (als "Hiromi")
- Another Mind (2003)
- Brain (2004)
- Spiral (2006)
- Place to Be (2009)
- Spectrum (2019)[13]
- Silver Lining Suite (2021) - Hiromi & The Piano Quintet[14]
- Blue Giant - Original Motion Picture Soundtrack (2023)[15]

### Studioalbums (als "Hiromi's Sonicbloom")
- Time Control (2007)
- Beyond Standard (2008)

### Live albums
- Duet (2008) - met Chick Corea, als "Chick & Hiromi"[16]
- Get Together - Live in Tokyo (2011) - met Akiko Yano[17]
- Live in Tokyo (2017) - met Akiko Yano[18]
- Live in Montreal (2017) - met Edmar Castaneda[19]

### Studioalbums (als "The Trio Project")
- Voice (2011)
- Move (2012)
- Alive (2014)
- Spark (2016)

### Studioalbums (als "Hiromi's Sonicwonder")
- Sonicwonderland (2023)[20]

### Dvd's
- Hiromi Live in Concert (2009, opgenomen in 2005)
- Hiromi's Sonicbloom Live in Concert (2007)
- Solo Live at Blue Note New York (2011)
- Hiromi: Live in Marciac (2012)